# Jacob Schiff

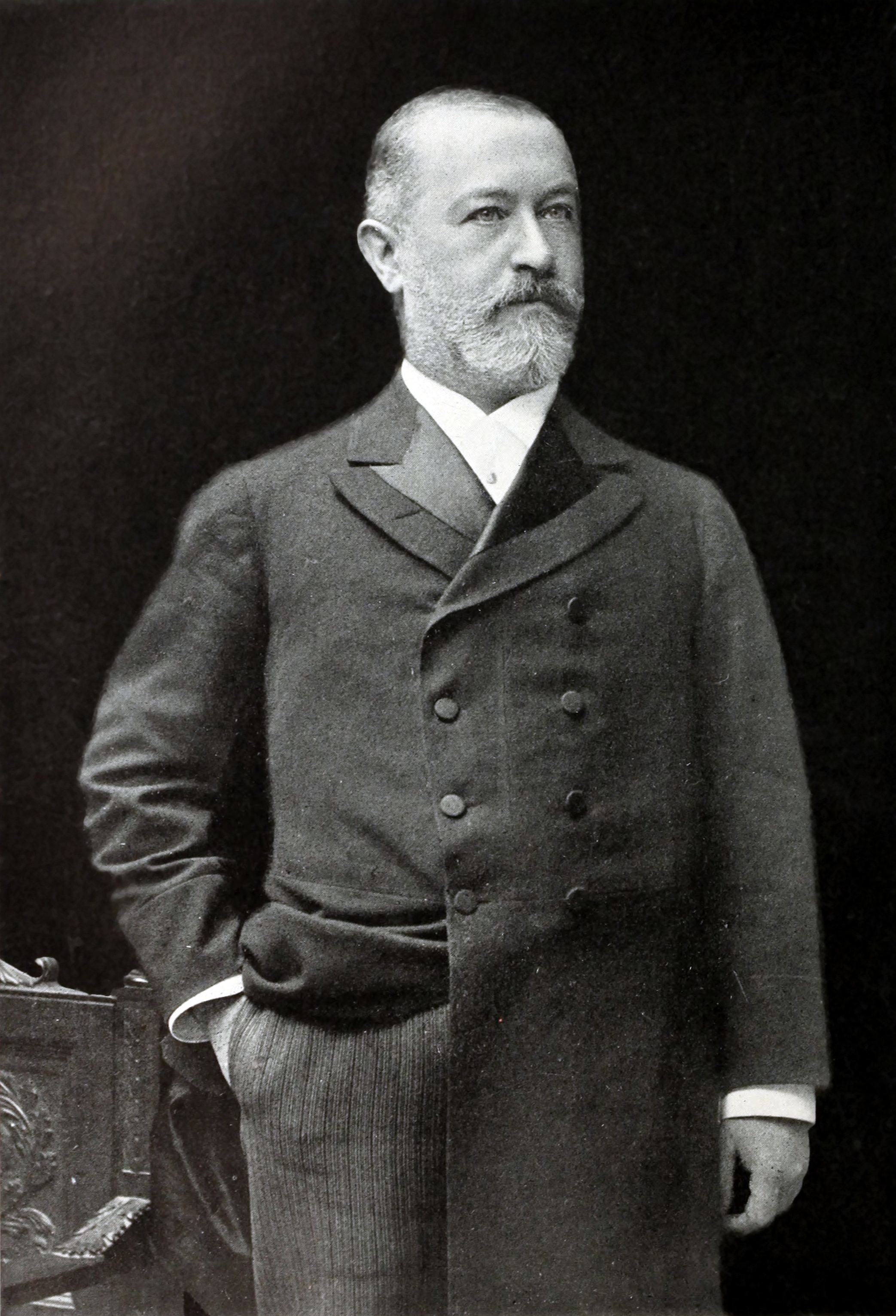
Jacob Schiff

Jacob Henry Schiff (nascido Jakob Heinrich Schiff; 10 de janeiro de 1847 – 25 de setembro de 1920) foi um banqueiro, empresário e filantropo judeu-norte-americano nascido na Alemanha. Entre muitas outras coisas, ele ajudou a financiar a expansão das ferrovias norte-americanas e os esforços militares japoneses contra a Rússia czarista na Guerra Russo-Japonesa.

## Vida
Nascido em Frankfurt, Alemanha, Schiff migrou para os Estados Unidos após a Guerra Civil Americana e ingressou na empresa Kuhn, Loeb & Co. De sua base em Wall Street ele foi o principal líder judeu de 1880 a 1920 no que mais tarde ficou conhecida como a "era Schiff", lidando com todas as principais questões e problemas judaicos da época, incluindo a situação dos judeus russos sob o czar, o anti-semitismo americano e internacional, o cuidado dos imigrantes judeus necessitados e a ascensão do sionismo. Ele também se tornou diretor de muitas corporações importantes, incluindo o National City Bank of New York, Equitable Life Assurance Society, Wells Fargo & Company e Union Pacific Railroad. Em muitos de seus interesses, ele foi associado a E. H. Harriman.